# (11967) Boyle
(11967) Boyle (1994 PW20) – planetoida z grupy pasa głównego asteroid okrążająca Słońce w ciągu 4,55 lat w średniej odległości 2,74 j.a. Odkryta 12 sierpnia 1994 roku.